# سيري (كومونا)
سيري، (بالإنجليزية: Serri)‏، (لاتينية: Biora) هي بلدية في مقاطعة جنوب سردينيا، في منطقة سردينيا الإيطالية، وتقع على بعد حوالي 50 كيلومترا (31 ميل) إلى الشمال من كالياري. اعتبارا من 31 ديسمبر 2004، كان عدد سكانها 725 وتبلغ مساحتها 19.1 كيلومتر مربع (7.4 ميل مربع).

## السكان
في سنة 1861 بلغ عدد السكان 587 نسمة، وتطور العدد ليصل في سنة 2011 لـ 676 نسمة.
يظهر هذا المخطط البياني تطور النمو السكاني لـ سيري (كومونا)